# فيكتور هوغو كارديناس
فيكتور هوغو كارديناس (بالإسبانية: Víctor Hugo Cárdenas)‏ هو سياسي بوليفي، ولد في 4 يونيو 1951 في بوليفيا. حزبياً، نشط في Túpac Katari Revolutionary Liberation Movement ‏. وقد انتخب نائب رئيس بوليفيا ‏.